# Roger Bourbonnais
Roger Maurice Bourbonnais, född 26 oktober 1942 i Edmonton, är en kanadensisk före detta ishockeyspelare.
Bourbonnais blev olympisk bronsmedaljör i ishockey vid vinterspelen 1968 i Grenoble.Han ingick i det kanadensiska amatörlandslag som erhöll brons även vid VM 1966 och 1967. Det lag han spelade skulle även vunnit brons vid OS 1964, men då ändrade IIHF på reglerna för hur målskillnad skulle värderas just före medaljceremonin[källa behövs], med påföljd att Tjeckoslovakien tilldelades bronset istället.